# مخروط الحبل الشوكي
المخروط النخاعي أو مخروط الحبل الشوكي (باللاتينية: medullary cone) ويسمى أيضًا المخروط الانتهائي (الاسم العلمي: conus terminalis) هو الطرف السفلي المدبب من الحبل الشوكي. يحدث بالقرب من المستويات الفقرية القطنية 1 (L1) و 2 (L2)، وأحيانًا أقل. عادة لا يتم تحديد الطرف العلوي من المخروط النخاعي بشكل جيد، ومع ذلك، فإن مقاطع الحبل الشوكي المقابلة لها عادة ما تكون S1-S5.
بعد أن يتناقص الحبل الشوكي، تستمر الأعصاب الشوكية في التفرع قطريًا، مكونة ذيل الفرس.ومع ذلك، فإن الأم الحنون التي تحيط بالحبل الشوكي تتجه نحو الأسفل مباشرة، وتشكل خيوطًا رفيعة تسمى الخيط الحديدي، والتي تربط المخروط النخاعي بمؤخرة العصعص. توفر نهاية الفيلوم اتصالًا بين المخروط النخاعي والعصعص الذي يعمل على استقرار الحبل الشوكي بأكمله.

## إمدادات الدم
يتكون تدفق الدم من ثلاث أوعية شريانية شوكية - الجذع الشرياني الطولي الأمامي المتوسط والشريان الفقري الخلفي الأيمن والأيسر. تشمل المصادر الأخرى الأقل شهرة لإمداد الدم الفروع الشريانية الجذرية من الشريان الأورطي، والشرايين العجزية الجانبية، والشرايين القطنية الخامسة والشرايين الحرقفية القطنية والشرايين العجزية الوسطى. هذا الأخير يساهم بشكل أكبر في إمداد الأوعية الدموية لذنب الفرس.

## علم الأمراض
متلازمة مخروط الحبل الشوكي هي مجموعة من العلامات والأعراض المرتبطة بإصابة المخروط النخاعي. عادة ما يسبب آلام الظهر وخلل في الأمعاء والمثانة، وضعف تشنجي أو رخو اعتمادًا على مستوى الآفة، وفقدان حسي ثنائي. نسبيًا، قد تسبب متلازمة ذيل الفرس ألمًا جذريًا، واختلالًا وظيفيًا في الأمعاء والمثانة، وفقدانًا حسيًا غير مكتمل أو تخدير سرج، وضعف في الأطراف السفلية على مستوى الجذور القطنية والعجزية.
قد يكون لدى مرضى الأطفال مصفار مرتبط بتشوه خياري، وسيكون المخروط النخاعي موجودًا في مساحة القرص القطني L2-L3 أو تحتها.الاحتشاءات المعزولة من المخروط النخاعي نادرة، ولكن يجب أخذها في الاعتبار عند المرضى الذين يعانون من متلازمة ذنب الفرس الحادة، خاصة عند الإناث. وفقًا لورقة بحثية عام 2021 من قبل يو جيانج تان، وآخرون، فإن أولئك الذين لديهم أسباب مثبتة أو لديهم عوامل خطر في الأوعية الدموية هم أقل عرضة للمشي دون مساعدة

## روابط خارجية
- أطلس تشريح جامعة ميشيغان n3a2p5